# RoboBee
RoboBee (Робопчела) — наименьшая (на май 2013 года) в мире махокрылая группа, способная к полёту на привязи — робот. Размах крыльев составляет 3 см. Аппарат не способен нести ни систему управления, ни источник энергии для обеспечения полёта.

## История
Последние десять лет в Гарвардском университете проводились исследования маленьких летающих роботов. В результате был создан RoboBee.

## Использование
Если инженеры решат две проблемы — чип для робота и питание, то робот найдёт широкое применение в спасательных работах. На данный момент не существует столь маленьких чипов с достаточной мощностью, чтобы их можно было использовать. Другой проблемой является питание летательного аппарата, на данный момент питание подается через тонкие корды. Так же происходит и управление роботом. Для использования роботом искусственного интеллекта программистами было разработано два языка программирования — Karma и OptRAD.

## Технические характеристики
Размах крыльев робота RoboBee всего 3 см, что делает его самым маленьким управляемым привязным летательным аппаратом тяжелее воздуха, сделанным человеком. Крылья могут махать 120 раз в секунду и контролируются в реальном времени. RoboBee весит 80 мг.